# José María Torroja Miret
José María Torroja Miret (Madrid, 11 de maig de 1884 - 17 de desembre de 1954) fou un enginyer i matemàtic espanyol, acadèmic de la Reial Acadèmia de Ciències Exactes, Físiques i Naturals.

## Biografia
Era fill de l'arquitecte Eduard Torroja i Caballé i germà del també enginyer Eduardo Torroja Miret. Es llicencià en enginyeria de camins i es doctorà en ciències exactes. Fou president del Consell d'Obres Públiques. És considerat introductor a Espanya de la fotogrametria com a mètode de treball. De 1913 a 1930 organitzà i dirigí el Servei de Fotogrametria de l'Institut Geogràfic i Cadastral amb el qual va col·laborar en la confecció del mapa topogràfic d'Espanya. També fou membre de la Reial Societat Geogràfica d'Espanya, de la qual fou secretari perpetu.
De 1924 a 1931 fou vicepresident de la Junta per a l'Ampliació d'Estudis i subdirector del Laboratori Torres Quevedo. El 1920 va ingressar a la Reial Acadèmia de Ciències Exactes, Físiques i Naturals amb el discurs La fotogrametría terrestre y aérea.
Després de la guerra civil espanyola fou, entre altres càrrecs, interventor general del CSIC, president del Patronat Juan de la Cierva i membre de l'assemblea de la Comissió Nacional Espanyola de Cooperació amb la Unesco. També fou vocal del Patronat del Museu Naval de Madrid i de l'Institut Nacional de Tècnica Aeronàutica Esteban Terradas. També ha estat membre de la Reial Acadèmia de Ciències i Arts de Barcelona, de l'Acadèmia Colombiana de Ciències Exactes, de l'Acadèmia de Ciències de Lisboa, de la Societat de Ciències Naturals de Veneçuela, de les Societats Geogràfiques de Berlín, Colòmbia, Copenhaguen, Cuba, París, Perú i Romania i secretari general de l'Associació Espanyola per al Progrés de les Ciències.

## Obres
- Fundamentos teóricos de la fototopografía (1908)
- Aplicaciones métricas de la estereoscopia (1908)
- Fotogrametría terrestre y aérea (1920)